# Bohdanovce nad Trnavou
Bohdanovce nad Trnavou (in ungherese Bogdány) è un comune della Slovacchia facente parte del distretto di Trnava, nella regione omonima.